# Cmentarz żydowski w Słupsku
Cmentarz żydowski w Słupsku – cmentarz przy ul. Max Josepha w Słupsku; został założony w pierwszym ćwierćwieczu XIX wieku. Przed II wojną światową cmentarz został zdewastowany przez Niemców.
Na powierzchni 0,4 ha nie zachował się żaden cały nagrobek. Potłuczone fragmenty macew zgromadzono w tylnej części cmentarza. Zachował się dawny dom przedpogrzebowy.